# Marc Dreier
Marc Stuart Dreier (* 12. Mai 1950) ist ein ehemaliger amerikanischer Anwalt, der 2009 vom United States District Court for the Southern District of New York zu 20 Jahren Haft verurteilt wurde, weil er Anleger nach einem Ponzi-Schema betrogen hatte.

## Leben
Aufgewachsen in einer besonders wohlhabenden Gegend auf Long Island, studierte Dreier nach seinem Highschool-Abschluss zunächst in Yale und absolvierte nach seinem Bachelor-Abschluss 1972 das J.D.-Programm der Harvard Law School (1975).
Seine erste Berufserfahrung sammelte er in einer Großkanzlei, wo er Anfang der 1980er Jahre zum Partner aufstieg. 1989 wechselte er zu Fulbright & Jaworski. 1995 arbeitete er kurzzeitig für Duker & Barrett; 1996 gründete er mit Neil Baritz die Kanzlei Dreier & Baritz. Von 1999 bis 2002 hatte Dreier, Baritz, & Federman eine Niederlassung an der Park Avenue in New York, die Dreier leitete. Er spezialisierte sich auf Sammelklagen, die hohe Einnahmen brachten; Konflikte über sein Ausgabeverhalten führten jedoch zu einer juristischen Auseinandersetzung mit seinem Partner Federman.
2006 gründete Dreier seine eigene Kanzlei, wobei er der alleinige Eigentümer war und Anwälte jeweils mit befristeten Verträgen anstellte.
Nach Dreiers Festnahme wurde seine Firma unter Gläubigerschutz gestellt, sein Vermögen eingefroren und versteigert, darunter mehrere Yachten, Automobile (2007 Aston Martin DB9 Volante, 2006 BMW 650i Cabrio, 2000 S500, 1997 SL500 Roadster), Gemälde von David Hockney, Roy Lichtenstein, Andy Warhol, Pablo Picasso, Henri Matisse, Tom Otterness und Immobilien in Manhattan, den Hamptons und auf Anguilla.